# Jozef Demeyere
Jozef Demeyere (Roeselare, 24 juli 1936 - 4 april 2016) was een Belgisch volksvertegenwoordiger.

## Levensloop
Demeyere was beroepshalve vakbondssecretaris bij het ABVV.
Voor de BSP zetelde hij van april 1977 tot december 1978 in de Kamer van volksvertegenwoordigers, als verkozene voor het arrondissement Roeselare-Tielt. In de periode mei 1977-december 1978 had hij als gevolg van het toen bestaande dubbelmandaat ook zitting in de Cultuurraad voor de Nederlandse Cultuurgemeenschap, die op 7 december 1971 werd geïnstalleerd en de verre voorloper is van het Vlaams Parlement. Ook was hij van 1989 tot 2000 gemeenteraadslid van Roeselare.